# Guerra entre Abisinia y Adel
La guerra entre Abisinia y Adel fue un conflicto militar entre el Imperio etíope y el sultanato de Adel que tuvo lugar entre 1529 y 1543. Las tropas abisinias estaban formadas por las tribus amhara, tigray y agew. Las fuerzas de Adel, en cambio, las formaban mayoritariamente afares, somalíes, harla, argobas, árabes, y otomanos.

## Contexto
El islam había llegado pronto al Cuerno de África procedente de la península árabe, poco después de la hégira. A finales del siglo IX, Al-Yaqubi escribió que los musulmanes vivían a lo largo de la costa norte de Somalia. También menciona que el reino de Adel tuvo su capital en la ciudad, sugiriendo que el sultanato de Adel con Zeila como su centro principal se remontaba al menos al siglo IX o X. Según I.M. Lewis, la política esta gobernada por dinastías somalíes locales, que también gobernarían sobre el similar sultanato de Mogadiscio en la región de Benadir. Adal historia de este periodo de fundar adelante sería caracterizado por una sucesión de batallas con Abisinia vecina. Ahmed luchadores utilizaba lazos y flechas.
Entre 1529 y 1543, el dirigente militar imán Ahmad al-Ghazi derrotó a varios emperadores etíopes y se embarcó lo que se llamó Futuh Al-Habash ("Conquista de Abisinia"), que puso tres cuartas partes de la Abisinia cristiana bajo el poder del sultanato musulmán de Adel. Con un ejército principalmente compuesto de somalíes, Al-Ghazi y sus aliados Otomanos estuvieron a punto de extinguir el antiguo reino etíope. Aun así, los Abisinios consiguieron asegurar el apoyo del portugués Cristóbal da Gama y mantener su autonomía. Ambos bandos agotaron sus recursos y sus efectivos, lo que llevó a una contracción de ambos poderes y a una dinámica regional alterada durante los siglos venideros. Muchos historiadores trazan los orígenes de esta guerra en las relaciones hostiles entre Etiopía y Somalia. Algunos estudiosos argumentan que este conflicto probó, a través de su uso en ambos lados, el valor de las armas de fuego como los mosquetes de mecha, cañones y arcabuces sobre las armas tradicionales.

## Curso de la guerra

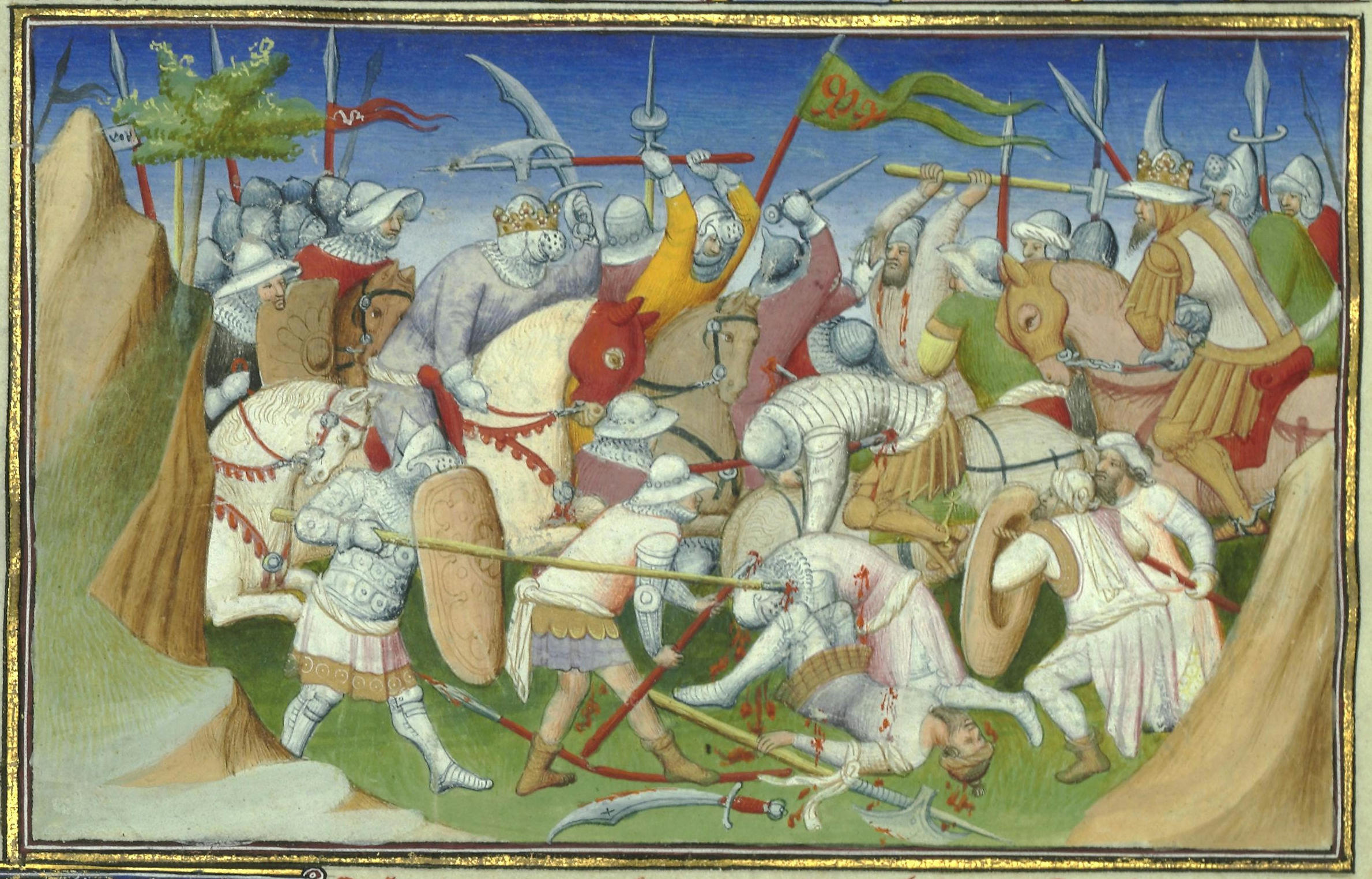
El Sultan de Adel (derecha) y sus tropas luchando contra el Rey Yagbea-Sion y sus hombres.

En 1529, las tropas de Ahmad derrotaron a un contingente etíope mayor en la batalla de Shimbra Kure. La victoria supuso un gran coste, pero reforzó la moral de las tropas de Adel, proporcionando pruebas de que podían enfrentarse al numeroso ejército etíope.
Las victorias que dieron la ventaja a los seguidores de Ahmad tuvieron lugar en 1531. La primera fue en Antukyah, donde el fuego de cañón al comienzo de la batalla hizo cundir el pánico entre los soldados etíopes. La segunda fue el 28 de octubre en Amba Sel, cuando las tropas del Imán no solo derrotaron, sino que dispersaron al ejército etíope y capturaron insignias del imperio. Estas victorias permitieron al ejército entrar en las tierras altas de Etiopía, donde empezaron a saquear e incendiar numerosas iglesias, incluyendo Atronsa Maryam, donde descansaban los restos de varios Emperadores. El país fue saqueado por las fuerzas de Ahmad, que destruyó varios monumentos cristianos y oprimió los territorios no musulmanes de Amhara y Tigray.
Dawit II murió en 1540 y su heredero fue capturado por las fuerzas de Ahmad; la Emperatriz fue incapaz de reaccionar, ya que se encontraba sitiada en la capital. En 1543, guerrillas etíopes fueron capaces de derrotar el ejército con la ayuda del ejército portugués, que contaba con 400 mosqueteros dirigidos por Cristóbal da Gama vía Massawa, un puerto en el Reino Eritreano de Medri Bahri, un puerto importante en la actual Eritrea. Los 500 mosqueteros fueron conducidos por Bahri Negassi Yeshaq, rey de Medri Bahri. Yeshaq no solo proporcionó provisiones y campamento a los portugueses, sino información sobre el territorio. El Bahr negus se unió también al emperador Gelawdewos y los portugueses en la batalla decisiva de Wayna Daga, donde Imam Ahmad murió y sus fuerzas se dispersaron. La fuerza portuguesa-etíope consolidó su victoria emboscando y destruyendo una segunda fuerza bajo uno de los lugartenientes del Imán. Esto dio un giró a la guerra. El ejército superviviente fue forzado a retirarse de Etiopía, dejando ambos reinos severamente debilitados.

## Consecuencias
Mohammed Hassan ha argumentado plausiblemente que, debido a que los participantes en este conflicto se debilitaron mutuamente, esto permitió a los oromo emigrar a las tierras al sur del Nilo Azul al este de Harar y establecerse en territorios nuevos.